# Льёш
Льёш (фр. Lieuche) — коммуна на юго-востоке Франции в регионе Прованс — Альпы — Лазурный берег, департамент Приморские Альпы, округ Ницца, кантон Ванс. До марта 2015 года коммуна административно входила в состав упразднённого кантона Виллар-сюр-Вар (округ Ницца).
Площадь коммуны — 13,40 км², население — 44 человека (2006) с тенденцией к снижению: 38 человек (2012), плотность населения — 2,8 чел/км².

## Население
Население коммуны в 2011 году составляло — 40 человек, а в 2012 году — 38 человек.
| 1962 | 1968 | 1975 | 1982 | 1990 | 1999 | 2006 | 2011 | 2012 |
| ---- | ---- | ---- | ---- | ---- | ---- | ---- | ---- | ---- |
| 22   | 15   | 17   | 23   | 27   | 45   | 44   | 40   | 38   |

Динамика численности населения:

## Экономика
В 2010 году из 27 человек трудоспособного возраста (от 15 до 64 лет) 20 были экономически активными, 7 — неактивными (показатель активности 74,1 %, в 1999 году — 68,2 %). Из 20 активных трудоспособных жителей работали 19 человек (8 мужчин и 11 женщин), 1 женщина числилась безработной. Среди 7 трудоспособных неактивных граждан 2 были учениками либо студентами, 4 — пенсионерами, а ещё 1 — был неактивен в силу других причин.